# Weißer Ritter (Wirtschaft)
Weißer Ritter wird an den Aktienmärkten ein Unternehmen genannt, das bei einer geplanten feindlichen Übernahme dem Übernahmekandidaten zu Hilfe kommt, der Gegenpart hierzu ist der Schwarze Ritter. Der Schwarze Ritter ist im Rahmen von Unternehmensübernahmen ein Investor, der ein Unternehmen gegen den Willen von dessen Führung aufkaufen will. Man spricht in diesem Fall auch von einer feindlichen Übernahme.
Die Hilfe kann von Unterstützung in der Abwehrschlacht bis zu einer Vereinigung oder einer Übernahme gehen. Im Interesse der Zielgesellschaft kann ein solches Vorgehen sein, wenn der Weiße Ritter einen höheren Preis bietet und/oder sein Geschäftsmodell besser zu dem der Zielgesellschaft passt, so dass ein gemeinsamer Marktauftritt sinnvoll erscheint.

## Beispiele
Seagram versuchte 1981 Conoco Inc., einen großen amerikanischen Öl- und Gasproduzenten, zu übernehmen. Obwohl Seagram 32,2 % des Unternehmens erwerben konnte, misslang die feindliche Übernahme, da der Chemiekonzern DuPont als Weißer Ritter ins Spiel kam und Conoco übernahm. Im Austausch für die Anteile an Conoco erhielt Seagram allerdings 24,3 % an DuPont. Bis 1995 war Seagram größter Einzelaktionär von DuPont und stellte vier Sitze im Verwaltungsrat – 70 % von Seagrams Einnahmen stammten zu dieser Zeit aus der Beteiligung an DuPont.
Im Jahr 2004 wurde das Schweizer Unternehmen Novartis als Weißer Ritter im Kampf um die Übernahme des deutsch-französischen Pharmakonzerns Aventis durch das französische Unternehmen Sanofi-Synthélabo gehandelt.
Ein weiteres Beispiel ist der Porsche-VW-Coup. In diesem Fall ist Porsche als Weißer Ritter in Erscheinung getreten, indem sie 32.868.462 (10,26 %) VW-Stammaktien erworben haben. Ziel dieser Aktion war, gemeinsam mit dem Land Niedersachsen eine Stimmrechtsmehrheit aufzubauen und somit eine mögliche Übernahme durch Hedge-Fonds zu verhindern. Im März 2007 stockte Porsche den Anteil auf 31 % auf.
Im März 2006 wurde auch der Leverkusener Pharmakonzern Bayer als Weißer Ritter bezeichnet, der das Übernahmeangebot der Firma Merck für das Berliner Unternehmen Schering überboten hatte. Zum Weißen Ritter wurde Bayer, da die Unternehmensführung von Schering das Angebot als finanziell attraktiver bezeichnet hatte und die mit der Übernahme durch Merck drohende Gefahr der Verlagerung des Unternehmensstandortes von Berlin nach Darmstadt abgewendet sah.
Günter und Daniela Herz gründeten 2002 die Mayfair Vermögensverwaltung in Hamburg. 2005 erwarb Mayfair rund 27 Prozent des Sportartikelherstellers Puma. Als der französische Luxuskonzern PPR am 10. April 2007 ein Übernahmeangebot für Puma zu 330 Euro pro Aktie ankündigte, verkaufte Mayfair und realisierte dabei rund eine halbe Mrd. Euro Gewinn. Als weißer Ritter bewahrte die Mayfair Vermögensverwaltung in Hamburg den technischen Schiffsdienstleister Germanischer Lloyd vor einer feindlichen Übernahme durch den Konkurrenten Bureau Veritas: Am 15. Dezember 2006 übernahm sie über 90 % der Aktien der Klassifikationsgesellschaft.